# Агано (граф Лукки)
Агано (или Аганон; итал. Agano, лат. Aganus; умер не ранее 845) — граф Лукки и, возможно, маркграф Тосканы (не позднее 838 — не позднее 847).

## Биография
О происхождении Агано ничего не известно. На основании ономастических данных предполагается, что он был выходцем из неитальянских областей Франкской империи. Высказывается мнение, что Агано мог быть одним лицом с одноимённым графом Ареццо, единственный раз упоминаемым в исторических источниках в 819 году.
Первое достоверное свидетельство об Агано относится к апрелю 838 года, когда в одном из документов он был назван графом Лукки. Точно неизвестно, когда он получил эту должность от короля Италии Лотаря I. Как варианты историками рассматриваются возможности, что он был здесь преемником или маркграфа Бонифация II, упоминаемого с титулом «граф Лукки» в нарративных источниках в первой половине 830-х годов, или некоего Майнфридукса (Матфридукса), известного только по данным нумизматики. В документах 839 и 840 годов Агано также наделён должностью государева посланца Лотаря I.
О деятельности Агано как графа Лукки известно только из нескольких местных хартий. Большинство из них связаны с подтверждением юридических документов местной епархии, а также с разбором споров между епископом Лукки Беренгарием и расположенными в окрестностях города монастырями. Последний документ, относящийся к Агано, датирован 2 ноября 845 года. В нём содержится договор между графом и его женой Теутбергой с одной стороны, и епископом Амвросием с другой о получении Агано в аренду собственности Луккской епархии в обмен на ежегодную выплату церкви 20 серебрятых монет.
Из исторических источников известно, что власть графа Агано распространялась также и на город Пизу. Хотя в современных ему документах Агано упоминается только как граф Лукки, историки предполагают, что он, подобно своим предшественнику и преемнику, также мог быть и правителем Тосканской марки.
Ничего не известно о том, когда и по каким причинам Агано утратил власть над Луккой. Это должно было произойти не позднее 847 года, так как 25 января этого года датирован первый документ, в котором графом Лукки уже назван Адальберт I.